# Thanatus maculatus
Thanatus maculatus là một loài nhện trong họ Philodromidae.
Loài này thuộc chi Thanatus. Thanatus maculatus được Eugen von Keyserling miêu tả năm 1880.